# الشهد

تعديل مصدري - تعديل

الشهد هي إحدى قرى عزلة القارة بمديرية رصد التابعة لمحافظة أبين، بلغ تعداد سكانها 272 نسمة حسب تعداد اليمن لعام 2004.